# پنگوئن (شخصیت بتمن)
آزوالد کابلپات (به انگلیسی: Oswald Chesterfield Cobblepot) ملقب به پنگوئن (به انگلیسی: The Penguin) یک شخصیت خیالی شرور بزرگ در کتاب‌های کامیک آمریکایی منتشر شده توسط دی‌سی کامیکس است که عموماً به عنوان دشمن شخصیت ابرقهرمان بتمن محسوب می‌شود. او از نخستین دشمنان بتمن است که توسط نویسنده بیل فینگر و طراح باب کین خلق شده‌است و در شماره ۵۸ کتاب‌های مصور کمیک‌های کارآگاهی، (دسامبر ۱۹۴۱) در اولین حضورش به تصویر کشیده شد. او اغلب قاچاقچی چاق زشت
بازار سیاه است و کلوپ‌های شبانه محفلی برای فعالیت‌های غیرقانونی اوست.

## مشخصات ظاهری
او معمولاً بینی بدقواره و بلند و قدی کوتاه با پیکری چاق دارد. صورتش چاق است و مویش اندک است با عینکی تک چشمی. گاه به صورت موجودی ناقص‌الخلقه با سه انگشت نیز دیده شده مثلاً در فیلم بازگشت بتمن اثر تیم برتون اینگونه بود. او همچنین چتری دارد که هم تفنگ است هم فندک و هم چاقو و سیگار برگی نیز دارد.

## زندگی و سرگذشت
اسوالد فرزند خانواده ثروتمند کابلپات بود که ثروتمندترین افراد گاتهام بودند. وی موجودی ناقص‌الخلقه بود با بینی بلند و از کودکی به پرندگان علاقه داشت و در آینده نیز دزدی‌هایش را به وسیلهٔ آنان انجام می‌دهد. بعد از مدتی توماس وین پدر بروس وین باعث ورشکستگی آنان می‌شود و اسوالد از خاندان وین متنفر می‌شود و این شاید یکی از دلایل تنفر او از بروس وین باشد.
او در بزرگسالی وارد شغل قاچاق می‌شود با وجود ورشکستگی همچنان پولدار است و تبهکاران زیادی را دور خود دارد.

## رسانه‌ها
پنگوئن در سری انیمیشن بتمن نیز حضور داشت. همچنین رابین لرد تیلور در مجموعه تلویزیونی گاتهام به ایفای نقش این شخصیت پرداخته‌است.

## بازیگران
- ۱۹۶۶ و ۱۹۶۷-بورگس مریدیت
- ۱۹۹۲-دنی دویتو
- ۲۰۱۴-رابین لرد تیلور
- ۲۰۲۲-کالین فارل

## بازی‌های ویدئویی
اولین بازی که کابلپات در آن بود بازی بتمن:نبرد حضور داشت. سپس در بازی ماجرای‌های بتمن و رابین دیده شد.
سپس در بازی بتمن لگو و در نهایت در شهر آرکهام سال ۲۰۱۱ حضور یافت. او در بازی بتمن:ریشه های آرکهام حضور دارد و همچنین در بازی بتمن : شوالیه آرکهام نیز دیده شد